# Afterwork

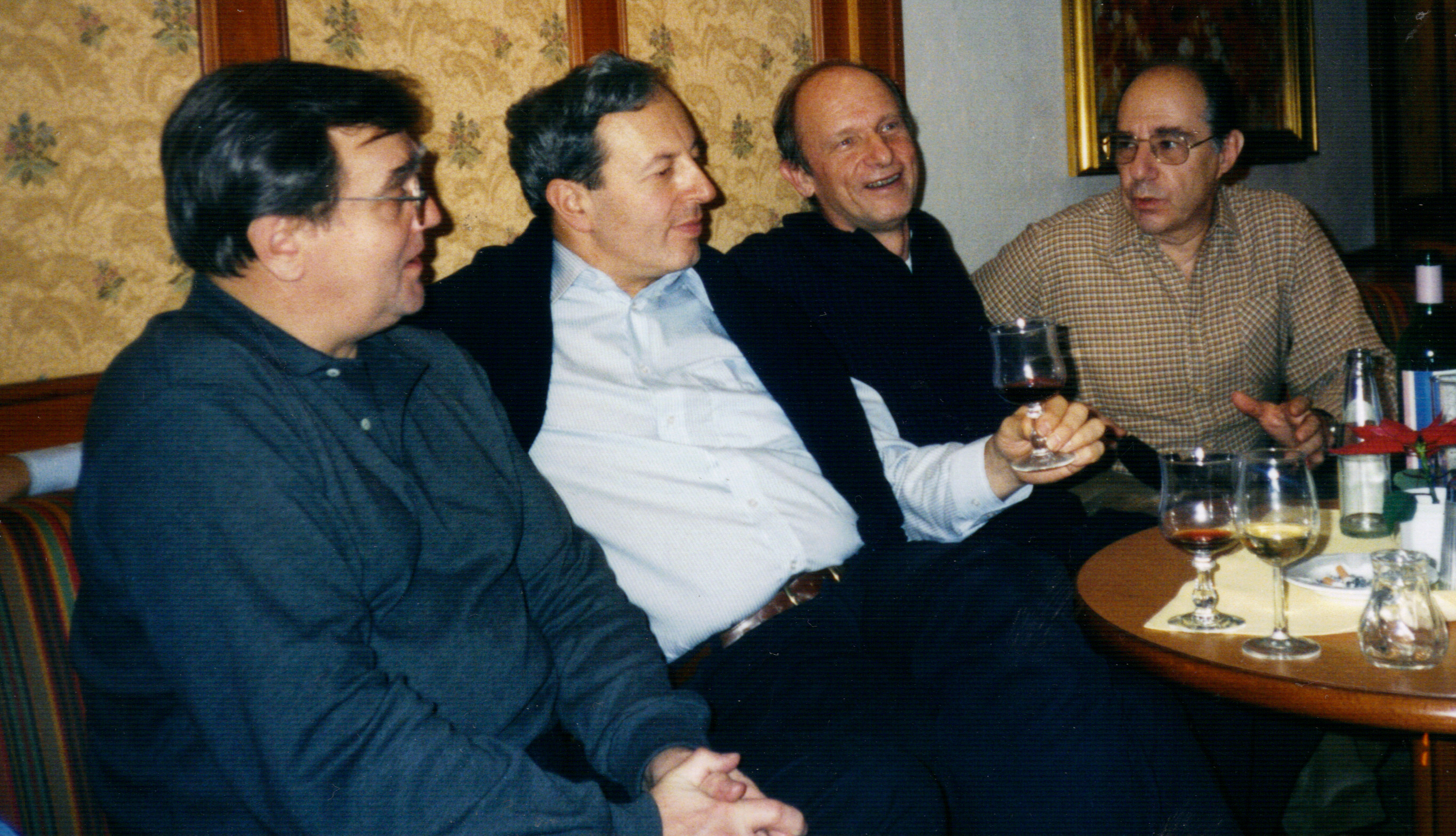
Avkopplande afterwork.

Afterwork (AW) eller after work kallas det i Sverige när arbetskamrater går direkt från arbetet till något ställe för att umgås. Även om uttrycket är på engelska förekommer det inte i engelskspråkiga länder; det är alltså en pseudoanglicism.
Den vanligaste aktiviteten vid AW är socialt umgänge på restaurang eller bar, men afterwork kan också handla om andra aktiviteter som träning eller föreläsningar.
Afterwork kan leda till ökad sammanhållning och ses ibland som ett sätt att träffas utanför de vanliga arenorna och diskutera problem och lösningar på ett mer kreativt sätt. Samtidigt kan afterwork leda till slitningar mellan dem som deltar och dem som inte gör det.